# Hauke Stars

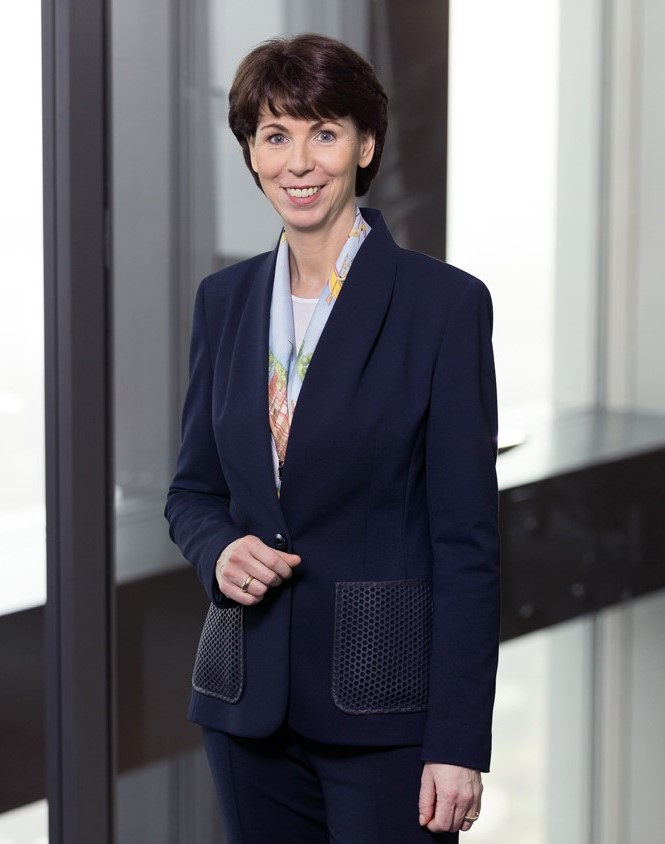
Hauke Stars (2018)

Hauke Stars (* 3. Juni 1967 in Merseburg) ist eine deutsche Managerin. Die Technologie- und Finanzmarktexpertin war von 2012 bis 2020 Mitglied im Vorstand der Deutsche Börse AG. Seit Februar 2022 gehört sie dem Vorstand der Volkswagen AG an. Sie ist außerdem Mitglied in verschiedenen Aufsichtsräten und Beiräten.

## Leben
Nach dem Abitur 1985 studierte Stars zwischen 1986 und 1991 Angewandte Informatik an der Technischen Universität Magdeburg und schloss ihr Studium als Diplom-Ingenieurin ab. Zwischen 1991 und 1992 erwarb sie an der University of Warwick im englischen Coventry einen Master of Science (MSc) in Engineering. Stars ist verheiratet und hat drei Kinder.

## Karriere
Stars war ab 1992 bei Bertelsmann in verschiedenen Bereichen der Informationstechnologie tätig. 1998 wechselte sie zu ThyssenKrupp in die Geschäftsführung des Technologieunternehmens Triaton, u. a. mit der Verantwortung für Vertrieb und Marketing. Mit dem Verkauf der Triaton GmbH an Hewlett Packard im Jahr 2004 setzte sie dort ihre Karriere fort. Sie war von 2004 bis 2007 Mitglied der Geschäftsführung von Hewlett Packard Netherlands (Niederlande) mit der Geschäftsverantwortung für das Service-, Hardware- und Softwaregeschäft. Von 2007 bis 2012 leitete sie das Schweizer Geschäft des Konzerns als CEO/Geschäftsführerin Hewlett Packard Schweiz. Von 2012 bis 2020 war sie Mitglied des Vorstands der Deutsche Börse AG und dort in verschiedenen Funktionen tätig. Sie leitete die IT-Sparte, den Marktdatenbereich, das Kapitalmarktgeschäft und war als Arbeitsdirektorin des Konzerns für Personal zuständig. Seit Februar 2022 ist sie bei der Volkswagen AG als Vorständin für den Geschäftsbereich „IT und Organisation“ verantwortlich.
In der Vergangenheit war Stars Mitglied in den Aufsichtsräten der GfK SE (2009–2016), Klöckner & Co SE (2011–2016), Eurex Frankfurt AG (2013–2020), Clearstream International S.A. (2013–2020) und von Fresenius SE & Co. KGaA (2016–2022). Außerdem war sie Mitglied des Beraterkreises der Fraport AG (2019–2021). Derzeit (Februar 2022) ist sie im Aufsichtsrat von Kühne + Nagel International AG (seit 2016) und der RWE AG (seit 2021).
Eine Berufung in den Aufsichtsrat von Wirecard (2020) fand aufgrund des Insolvenzverfahrens und der damit ausgefallenen Hauptversammlung nicht mehr statt.